# Abraxas gloriosa
Abraxas gloriosa är en fjärilsart som beskrevs av Rayner. Abraxas gloriosa ingår i släktet Abraxas och familjen mätare. Inga underarter finns listade i Catalogue of Life.